# Chloridolum vicinum
Chloridolum vicinum là một loài bọ cánh cứng trong họ Cerambycidae.